# Hilarographa jonesi
Hilarographa jonesi es una especie de polilla de la familia Tortricidae.
Fue descrita científicamente por Brower en 1953.